# Lo bailado
«Lo bailado» es una canción escrita e interpretada por la cantante mexicana Ximena Sariñana, lanzada para su cuarto álbum de estudio ¿Dónde bailarán las niñas? (2019). Este es el tercer sencillo oficial del álbum el cual se lanzó a través de la discográfica Warner Music, su lanzamiento fue el 18 de enero del 2019.

## Composición musical
La letra de la canción fue compuesta por la misma cantante en conjunto con los compositores Juan Pablo Vega, Feid y los productores musicales Mosty, Jowan y Rolo & Wain y habla sobre disfrutar los momentos de la vida y despreocuparse de los problemas personales.

## Vídeo musical
Fue lanzado en el canal oficial de la cantante en YouTube tres días después del lanzamiento digital por plataformas. El vídeo obtuvo en un principio alrededor de 9 mil vistas, actualmente ya tiene más de 8.5 millones de reproducciones, logrando ser el segundo vídeo musical de este álbum en cuanto a reproducciones, después de su sencillo '¿Que tiene?'.

## Lista de canciones
- Descarga digital[8]

1. "Lo Bailado" – 2:54

## Historial de lanzamiento
| Región | Fecha               | Formato                     | Discográfica        | Ref.  |
| ------ | ------------------- | --------------------------- | ------------------- | ----- |
| México | 18 de enero de 2019 | Descarga digital, Streaming | Warner Music México | [ 9 ] |